# کن‌دو
کِن‌دو (به ژاپنی: 剣道 - به روماجی: kendō به معنای راه شمشیر) یک هنر رزمی مدرن ژاپنی است که از هنر شمشیرزنی سنتی سامورایی «کن‌جوتسو» در ژاپن سرچشمه می‌گیرد. شمشیر مورد استفاده در کن‌دو از چوب خیزران ساخته می‌شود و کن‌دوکاران گونه‌ای زره به نام «بوگُو» می‌پوشند.
با ترکیب فنون و ارزش‌های هنرهای رزمی از یک سو، و تحرّک بدنی شدید ورزش‌های مدرن از سوی دیگر، کن‌دو توانایی‌های بدنی رزمی‌کار را به چالش می‌کشد.
به هنرجویان کن‌دو «کن‌دوکا» (به ژاپنی: 剣道家) یا گاهی «کِنشی» (به ژاپنی 剣士 به معنای شمشیرزن) گفته می‌شود. واژه قدیمی کن‌دوئیست هنوز به ندرت در زبان انگلیسی به‌کار می‌رود.
بر اساس آمار فدراسیون سراسری کن‌دوی ژاپن، تا سپتامبر ۲۰۰۷ تعداد ۱٫۴۸ میلیون نفر کن‌دوکای دارای مدارج «دان» در ژاپن به ثبت رسیده بودند. این فدراسیون تخمین می‌زند که بیش از ۶ میلیون نفر کن‌دوکای فعال در سراسر جهان وجود داشته باشند.

## پیشینه

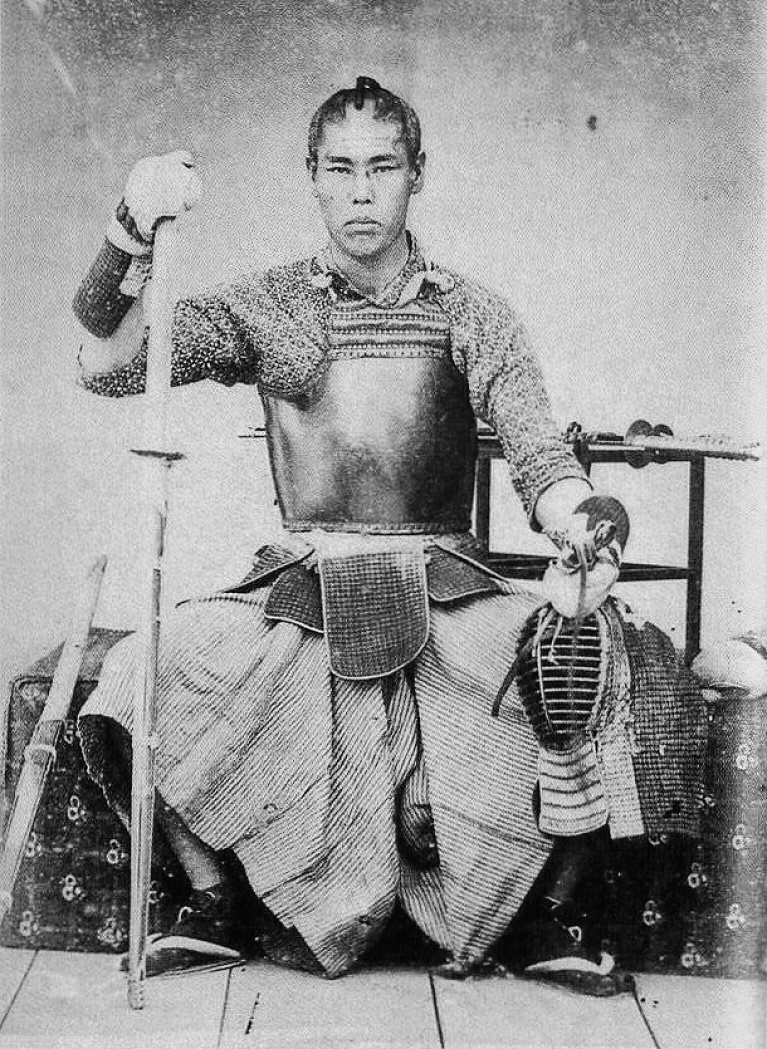
تاکاسوگی شینساکو یکی از کن‌دوکاهای برجسته در سال‌های پایانی دوره ادو.

پیشینه کن‌دو به دوران شکل‌گیری سبک‌های گوناگون کن‌جوتسو یا تکنیک شمشیرزنی سامورایی بازمی‌گردد. این تکنیک‌ها که در طول سده‌های پیاپی تکامل یافتند، اساس هنر رزمی کن‌دو را تشکیل می‌دهند. تمرین‌های کاتا که امروزه بخشی از رژیم تمرینی کن‌دو هستند، در طول چندین سده به عنوان مشق تمرین جنگجویان کن‌جوتسو شکل گرفته بوده‌اند. همان تمرین‌ها امروزه به گونه‌ای تکامل یافته‌تر اجرا می‌شوند.

### تکامل هنر شمشیرزنی
هنر رزمی شمشیرزنی از زمان دوره کاماکورا (۱۱۸۵ تا ۱۲۳۳ میلادی) تا اواخر قرن نوزده میلادی توسط سامورایی‌ها فراگرفته می‌شد.
آغاز استفاده از چوب خیزران در ساخت شمشیر شینای به شخصی به نام ناگانوما شیروزائِمون کونیساتو نسبت داده می‌شود که در دوران شوتوکو (۱۷۱۱ تا ۱۷۱۵ میلادی) در ژاپن می‌زیسته‌است. ناگانوما پیشگام استفاده از شینای و زره بوگو در تمرینات شمشیرزنی شناخته می‌شود.

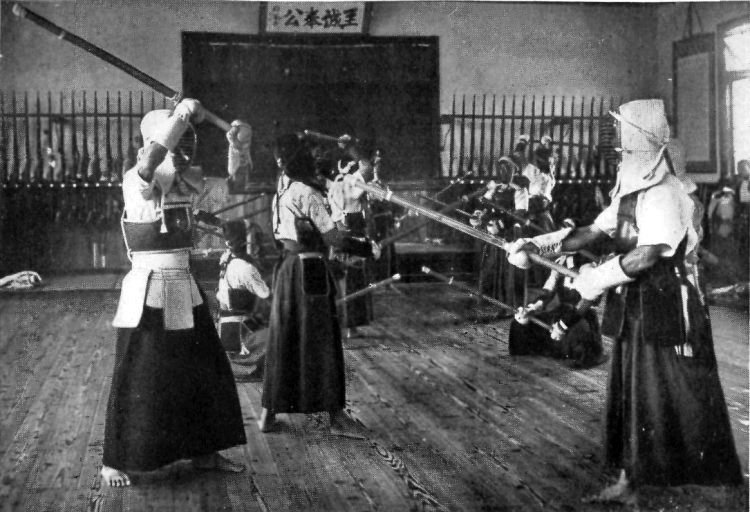
تمرینات کن‌دو در سالن یکی از دانشکده‌های کشاورزی ژاپن در دهه ۱۹۲۰ میلادی.

همچنین هیزائِمون میتسونوری، سومین پسر ناگانوما (۱۶۳۸ تا ۱۷۱۸ میلادی)، که سرپرست یکی از باستانی‌ترین هنرستان‌های شمشیرزنی ژاپن بود، با افزودن محافظ فلزی جلوی کلاهخود مِن و استفاده از لایه محافظ پنبه‌ای ضخیم در دستکش‌های کوته، در تکامل ساز و برگ کن‌جوتسو نقش مهمی بازی کرد.
محبوبیت شمشیرزنی در دوره ادو با تکامل دوئل‌های دونفره (گکیکن) با شینای و بوگو توسط چیبا شوساکو ناریماسا، استاد و بنیانگذار هنرستان شمشیرزنی هوکوشین ایتو-ریو، افزایش پیدا کرد. پس از دوره اصلاحات میجی، ساکاکیبارا کنکیچی، از زرمی‌کاران مهم دوران خود و استاد بزرگ هنر شمشیرزنی، در هنرستان خود در شهر کاشیما به تمرین‌های گکیکن حالت تجاری بخشید و در گسترش بیش از پیش هنرهای کن‌جوتسو و کن‌دو در ژاپن کمک کرد.
انجمن سراسری فضیلت رزمی ژاپن (دای نیپون بوتوکوکای) در سال ۱۹۲۰ رسماً نام هنر رزمی شمشیرزنی را از گکیکن به «کن‌دو» تغییر داد.

### پس از جنگ جهانی دوم

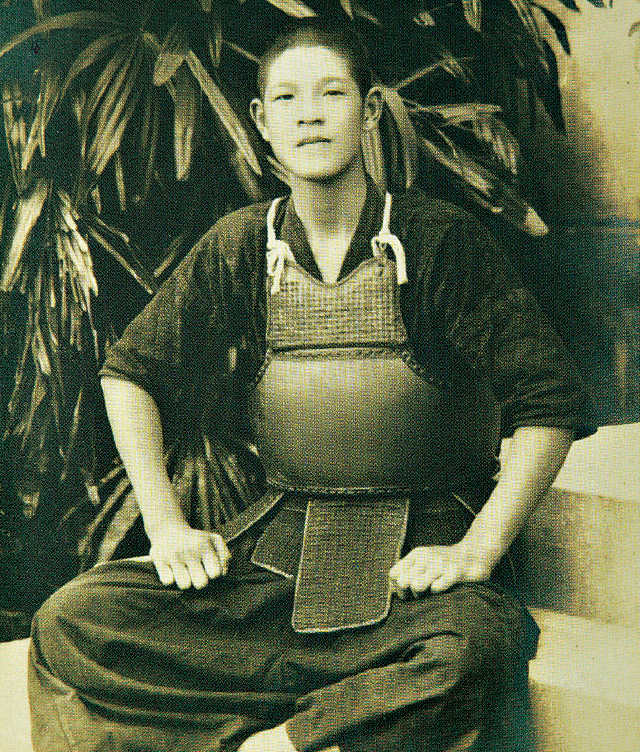
تصویری از دوران دبیرستان لی تنگ-هویی سیاستمدار تایوانی با ساز و برگ کن‌دو در دوره حاکمیت ژاپن بر تایوان.

پس از جنگ جهانی دوم، کن‌دو در کنار سایر هنرهای رزمی توسط نیروهای متفقین در ژاپن ممنوع شد. بهانه این ممنوعیت «حذف افراد نظامی و ملی‌گراهای افراطی از صحنه عمومی» در ژاپن، و عکس‌العملی در مقابل نظامی شدن هنرهای رزمی در طول جنگ جهانی در این کشور بود. در پی این اقدام، انجمن سراسری فضیلت رزمی ژاپن (دای نیپون بوتوکو کای) نیز منحل شد. این ممنوعیت تا سال ۱۹۵۰ ادامه داشت تا اینکه در این سال «رقابت با شینای» آزاد شد و در نهایت در سال ۱۹۵۲ هنر رزمی‌کند و به‌طور رسمی به صحنه بازگشت.
فدراسیون سراسری کن‌دوی ژاپن در سال ۱۹۵۲ و بلافاصله پس از استقلال دولت ژاپن و لغو ممنوعیت هنرهای رزمی در این کشور بنیان نهاده شد. این فدراسیون هدف خود را ترویج کن‌دو به عنوان یک ورزش آموزشی، و نه یک هنر رزمی، اعلام کرد و تا به امروز به آن پایبند مانده‌است.
فدراسیون بین‌المللی کن‌دو به عنوان فدراسیونی متشکل از فدراسیون‌های ملی و محلی کن‌دو و سازمان اصلی حاکم بر هنر رزمی‌کند و در سال ۱۹۷۰ بنیان گذارده شد. این فدراسیون سازمانی غیردولتی است و وظیفه‌اش گسترش هنرهای رزمی کن‌دو، ایی‌آی‌دو و جودو است.
فدراسیون بین‌المللی هنرهای رزمی که در سال ۱۹۵۲ در شهر کیوتو بنیان گذارده شد، نخستین سازمان بین‌المللی بود که پس از جنگ جهانی دوم به کار ترویج و گسترش هنرهای رزمی در جهان پرداخت. در رده‌بندی این فدراسیون، کن‌دو به عنوان یکی از هنرهای رزمی ژاپن شناخته شده‌است.

## مفهوم و هدف کن‌دو
فدراسیون سراسری کن‌دوی ژاپن در سال ۱۹۷۵ کتابی با عنوان «مفهوم و هدف کن‌دو» منتشر کرد که در آن مفهوم و اهداف کن‌دو به شرح زیر نوشته شده‌اند:

### مفهوم
تربیت شخصیت انسانی با به‌کارگیری اصول و قواعد کاتانا

### هدف
سرشتن ذهن و بدن.
پرورش روحیه‌ای نیرومند،
که با انجام تمرینات سخت و درست،
برای پیشرفت در هنر کن‌دو بکوشد.
ادب و کرامت انسان را ارج بنهد.
با دیگران ارتباط صادقانه برقرار کند.
شخصیت خود تا پایان عمر پرورش دهد.
تا آن که بتواند:
به کشور و جامعه خود عشق بورزد؛ به پیشرفت فرهنگ کمک کند؛ مبلغ صلح و کامیابی میان همه مردم باشد.

## پوشش و ساز و برگ
کن‌دو با پوشیدن لباس سنتی ژاپنی، زره محافظت‌کننده ویژه‌ای به نام «بوگو» و یک (یا در مواردی خاص دو) شمشیر «شینای» انجام می‌گیرد.

### ساز و برگ
شینای که به جای شمشیر کاتانا به کار می‌رود، از چهار توفال باریک چوب خیزران درست شده که توسط قطعات چرمی به هم متصل و بسته شده‌اند. گونه جدیدتری از شینای که با الیاف کربن تقویت شده با رزین ساخته می‌شود، نسبت به گونه چوبی آن مقاوم‌تر است. برای تمرینات کاتا شمشیر چوبی یکپارچه‌ای بنام «بوکِن» یا «بوکوتو» استفاده می‌شود.
در کن‌دو، ضربه‌هایی دارای اهمیت هستند که با یک لبه شینای یا بوکن (نمایانگر لبه تیز کاتانا) یا نوک شمشیر زده می‌شوند.
بوگو یا زره کن‌دو برای محافظت از سر، ساعد و تنه –که در این ورزش «هدف» شمرده می‌شوند– پوشیده می‌شود.
- سر با پوشیدن کلاهخودی به نام «مِن» محافظت می‌شود که دارای یک شبکه فلزی به نام «مِن-گانه» (面金) برای محافظت از صورت، لایه‌هایی ضخیم از پارچه و چرم به نام «تسوکی-داره» (突垂れ) برای محافظت از گلو، و لایه‌های ضخیم پارچه‌ای به نام «مِن-داره» (面垂れ) برای محافظت از راست و چپ گردن و شانه‌ها است.
- دست، مچ دست و ساعد با پوشیدن دستکش بلند و ضخیم پارچه‌ای به نام «کوته» محافظت می‌شود.
- بالاتنه بدن با پوشیدن زره سخت سینه با نام «دو» محافظت می‌شود.
- میان‌تنه و پایین‌تنه با پوشیدن کمربند ضخیم پارچه‌ای به نام «تاره» (垂れ) که دارای چند زبانه و پوشش کمر است، محافظت می‌شوند.[۸]

### لباس
زیر زره بوگو نوعی لباس سنتی ژاپنی پوشیده می‌شود که شامل پیراهنی به نام «کن‌دوگی» (剣道着) و شلواری به نام «هاکاما» (袴) است.
برای سهولت بیشتر در پوشیدن کلاهخود «مِن» و همچنین جذب عرق سر در هنگام تمرین، یک دستمال (عرقچین) پارچه‌ای به نام «تِنوگویی» (手拭い) دور سر بسته می‌شود.

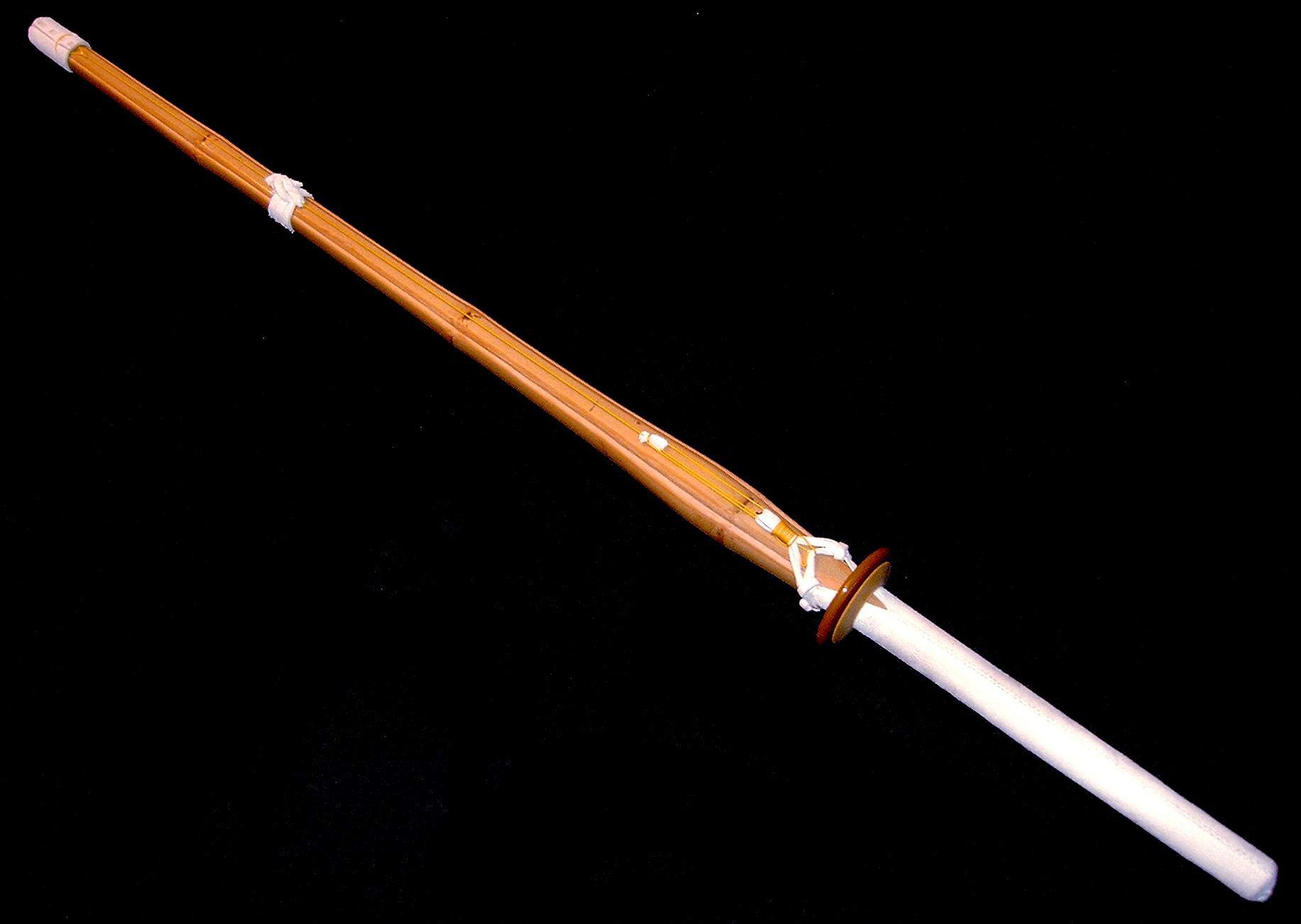
شینای (竹刀)
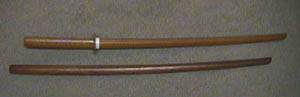
بوکن (木刀)
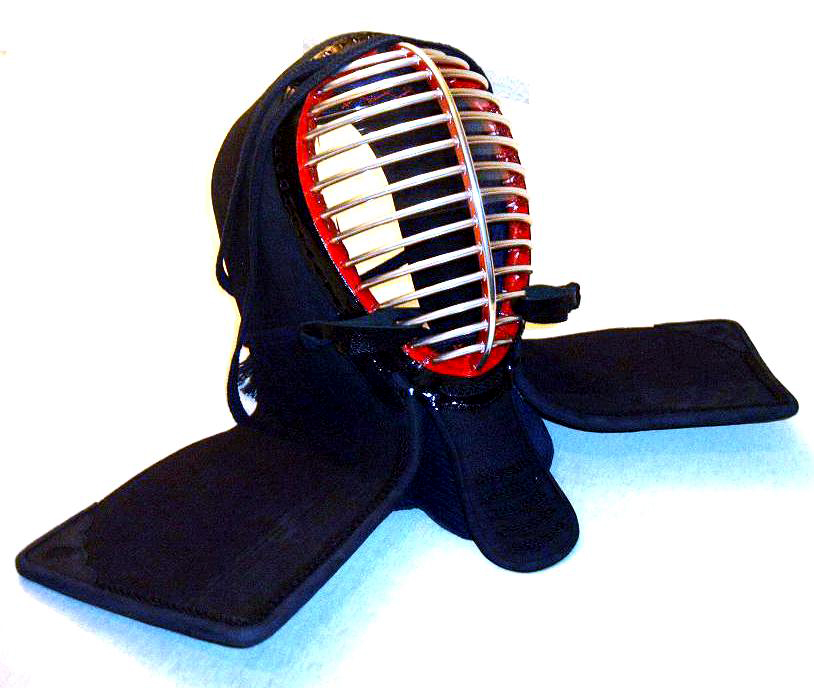
مِن (面)
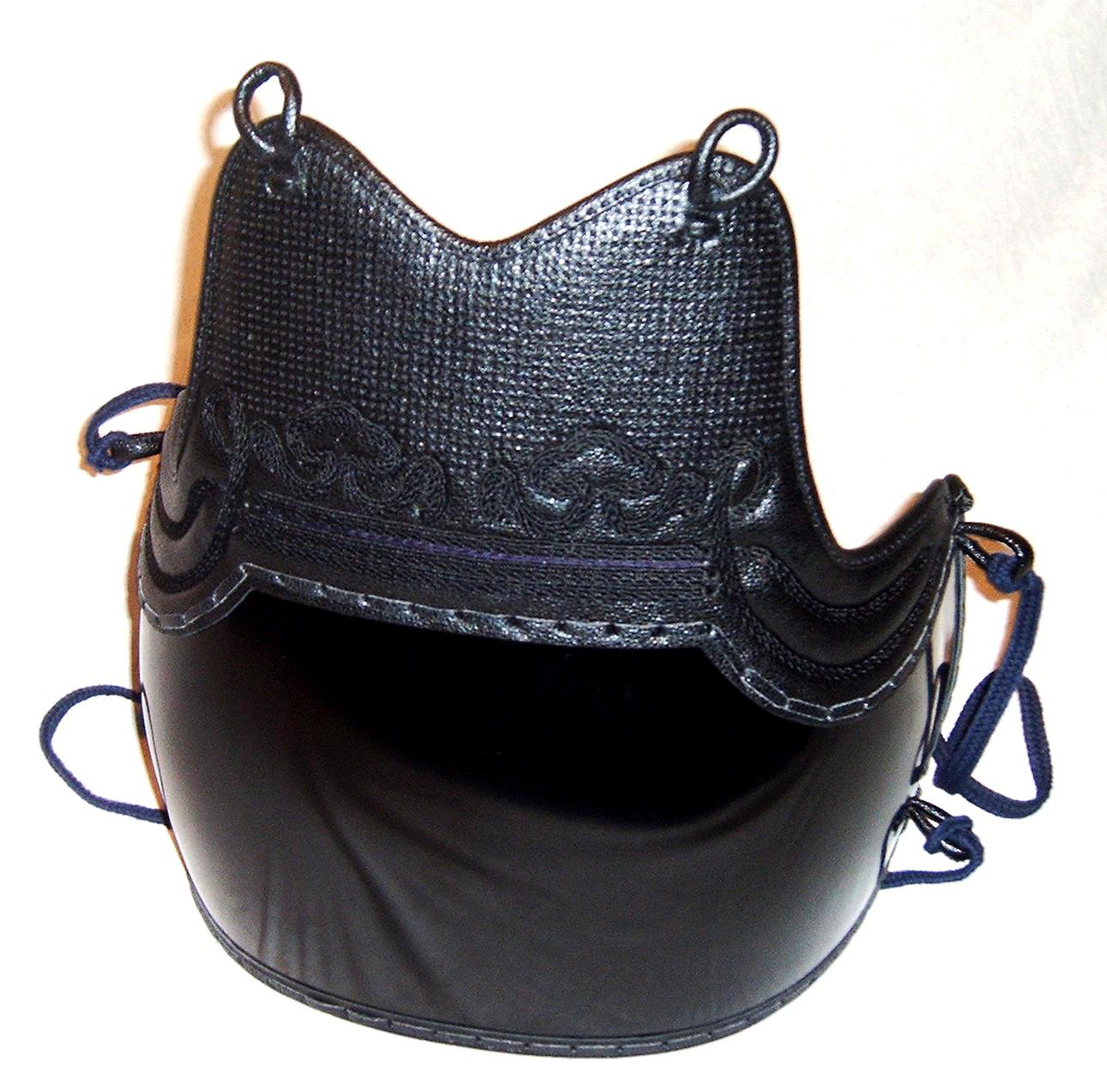
دو (胴)
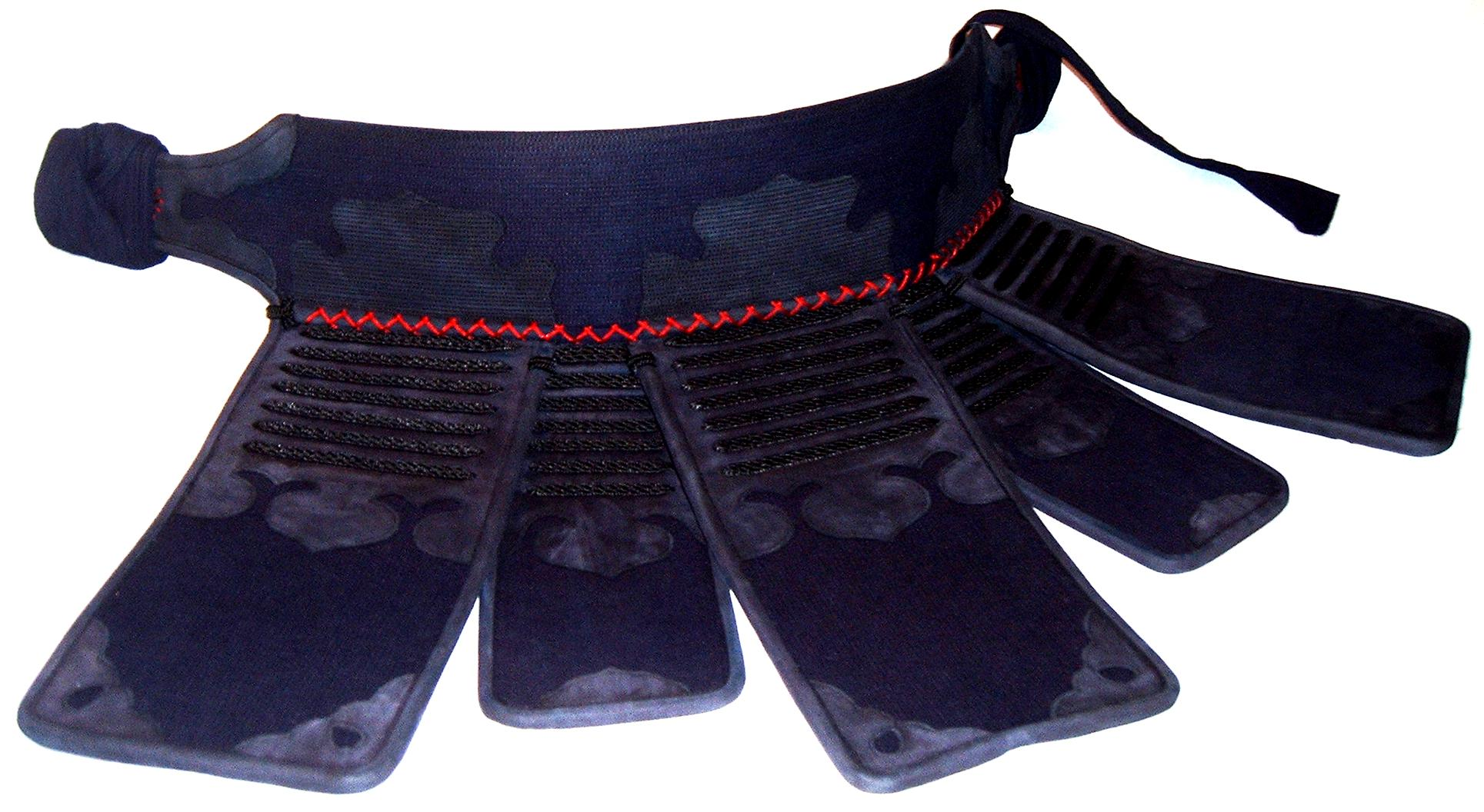
تاره (垂れ)
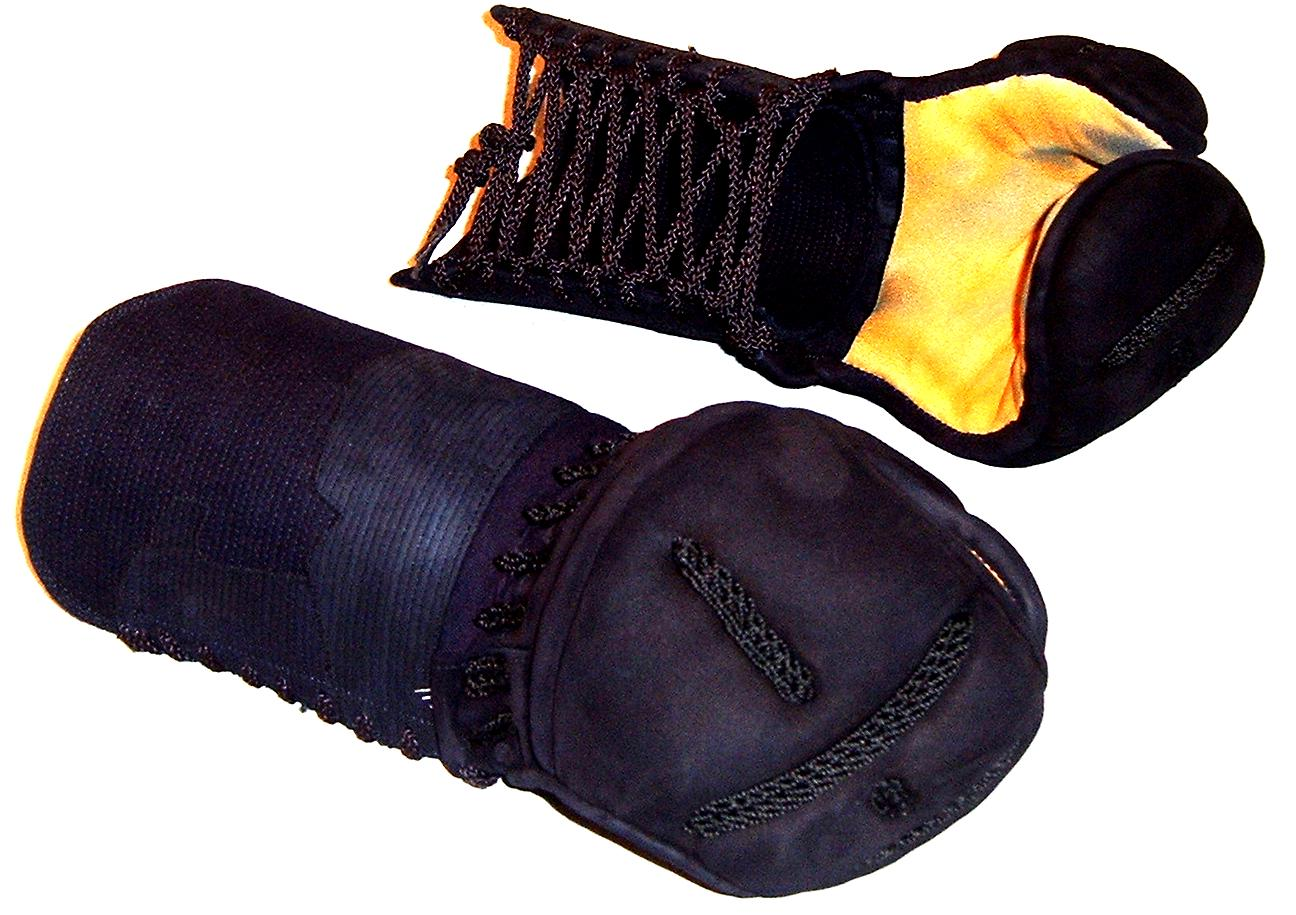
کوته (小手)
بخش‌های گوناگون لباس کندو و زره بوگو

## تمرینات کن‌دو
تمرینات کن‌دو در مقایسه با ورزش‌های رزمی دیگر پُر سر و صدا است، زیرا کن‌دوکا در هنگام تمرین از فریادهایی با نام «کیای» هم برای ارتقای روحیه مبارزه و هم در هنگام اجرای تکنیک بهره می‌برد. همچنین، کن‌دوکا در برخی موارد هنگام فرود آوردن ضرب شمشیر، پای جلوی خود را به زمین می‌کوبد. به این تکنیک «فومیکومی-آشی» (踏み込み足) گفته می‌شود.
مانند بسیاری از ورزش‌های رزمی دیگر، کن‌دو با پای برهنه انجام می‌گیرد. در بهترین حالت، تمرینات کن‌دو در ورزشگاه‌های ویژه‌ای به نام دوجو انجام می‌شود، اما در بسیاری از موارد هنرجویان از سالن‌های ورزشی معمولی برای تمرین کن‌دو استفاده می‌کنند. ورزشگاه کن‌دو باید علاوه بر تمیزی، دارای کف چوبی مناسب برای انجام تکنیک «فومیکومی-آشی» نیز باشد.
تکنیکهای کن‌دو شامل ضربه زدن با لبه تیز شمشیر و فروکردن (سخمه زدن) نوک شمشیر بر روی اهداف مشخصی روی سر، تنه و دست حریف است. همه این اهداف بوسیله زره بوگو محافظت می‌شوند. این اهداف عبارتند از:
- سر (فرق سر) یا مِن، و سمت چپ و راست بالای سر (سایو-مِن یا یوکو-مِن)
- ساعد راست (کوتِه راست) در هر زمان از تمرین
- ساعد چپ (کوتِه چپ) تنها در صورتی که دستها بالا برده شده باشند
- سمت راست و چپ تنه (دو)

فروکردن نوک شمشیر (سخمه زدن) تنها روی گلوگاه مجاز است، اما از آنجایی که ضربه اشتباه می‌تواند به جراحات خطرناک منجر شود، انجام فن ضربه روی گلوگاه برای همه به غیر از کن‌دوکاهای دارای مدارج «دان» بالا ممنوع است.

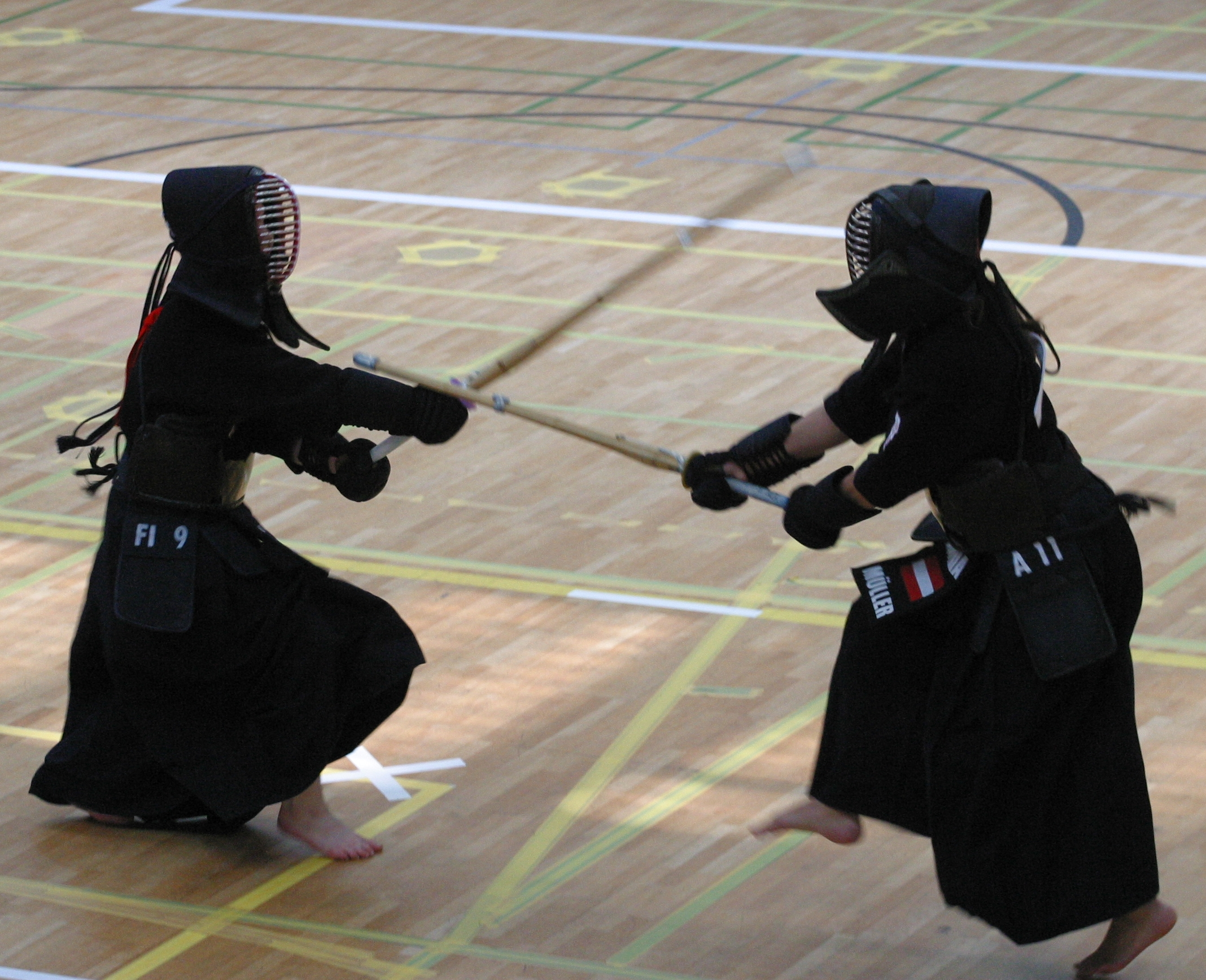
ضربه موفق «کوته» بر روی دست راست حریف
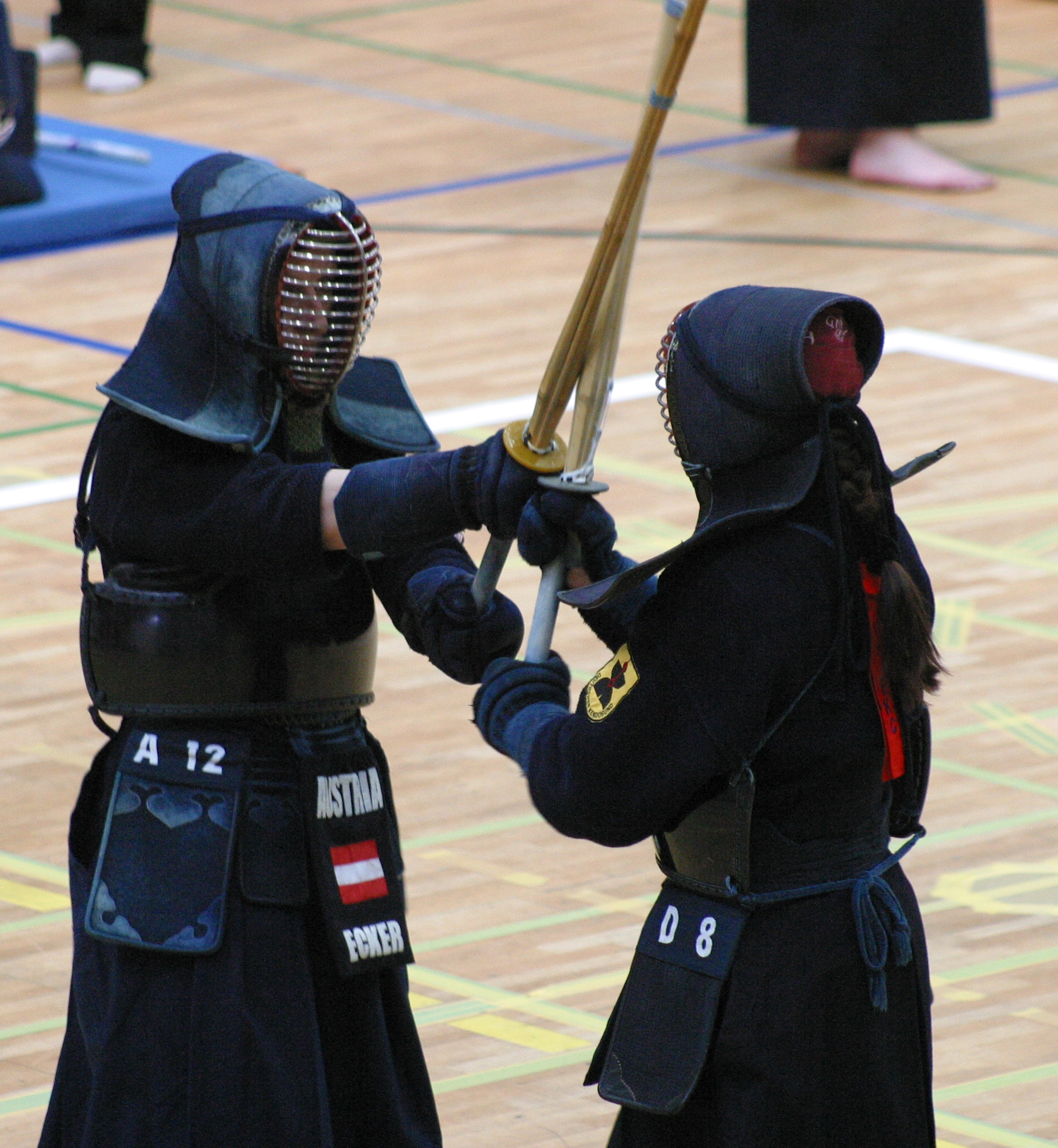
دو کندوکا در وضعیت تسوبا زریای
هدف‌های کندو که برای حریف امتیازآورند
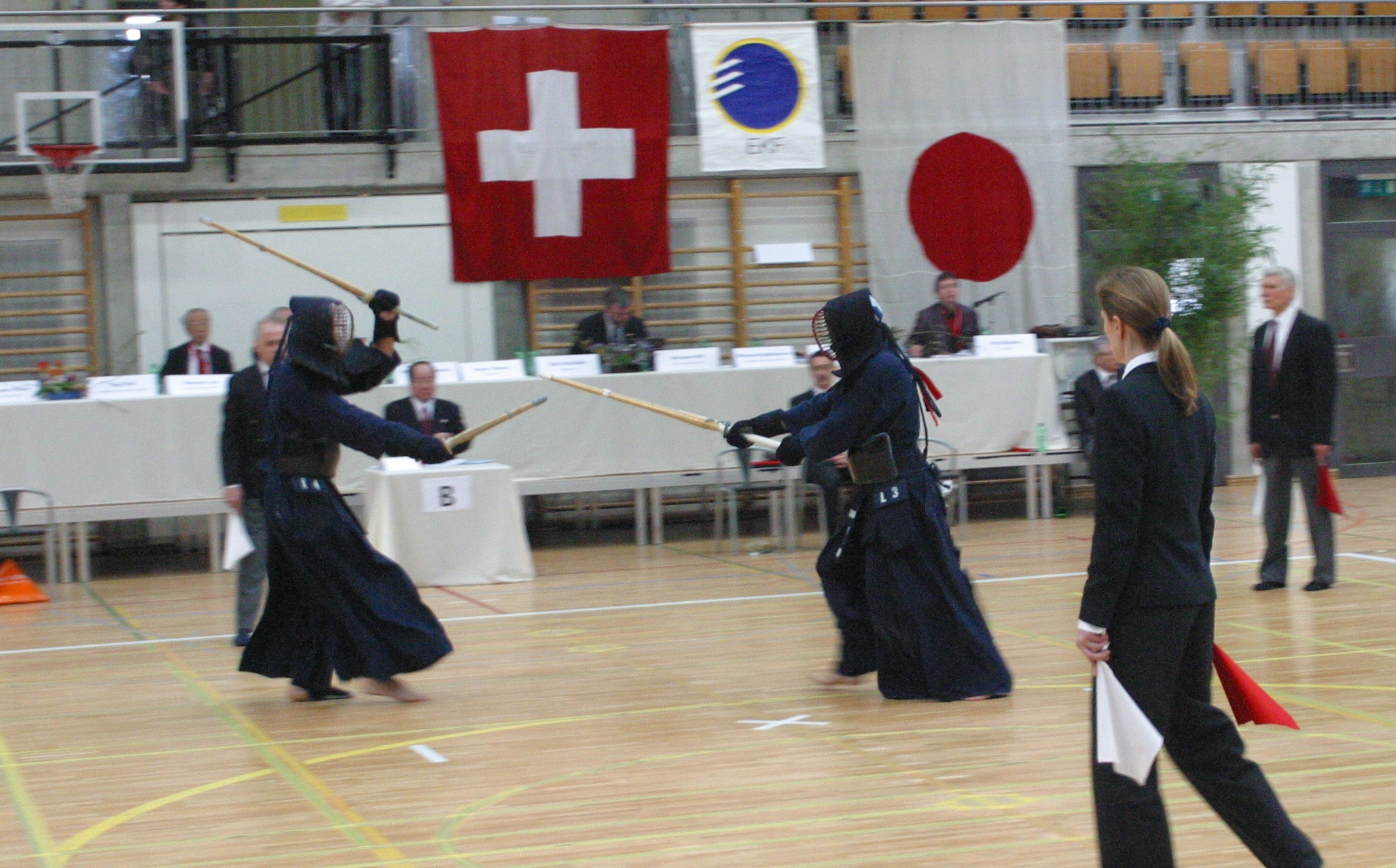
کندوکای سمت راست با یک شینای (ایتو) و سمت چپ با دو شینای (نیتو)

پس از تمرینات و آشنایی اولیه، کن‌دوکا تمرینات خود را با پوشیدن زره بوگو ادامه می‌دهد. این تمرینات شامل موارد زیرند:
کیری-کائشی (切り返し)
ضربات متوالی به اهداف «مِن» (وسط و راست و چپ بالای سر)، برای تمرین کنترل محور شینای، یادگیری فاصله مؤثر، بهبود تکنیک و روحیه و استقامت
وازا-گیکو (技稽古)
دانشجوی کن‌دو برای یادگیری و پیشرفت، فنون را بر روی هم‌رزم خود تمرین می‌کند.
کاکاری-گیکو (掛稽古)
حملات کوتاه و شدید پی در پی برای بهبود تکنیک، تمرین هشیاری، پرورش روحیه و استقامت
جی-گیکو (地稽古)
تمرین کلی که در آن کن‌دوکا هر آنچه فرا گرفته در مقابل حریف به کار می‌گیرد.
گوکاکو-گیکو (互角稽古)
تمرین دو کن‌دوکا که دارای توانایی‌هاش مشابهی هستند.
هیکیتاته-گیکو (引立稽古)
تمرینی که در آن مربی طرف مقابل دانشجوی کن‌دو است.
شیایی-گیکو (試合稽古)
تمرین آمادگی مسابقات که در آن ممکن است دانشجوهای کن‌دو رده‌بندی شوند.

## در ایران
استاد بزرگ سلیمان مهدیزاده بنیان‌گذار کن‌دو در ایران و اولین استاد ایرانی این هنر رزمی است.
او نخستین مربی رسمی و مسئول هماهنگی فدراسیون سراسری کندوی ژاپن (AJKF) و فدراسیون بین‌المللی کندو (IKF) در ایران است.

## نگارخانه

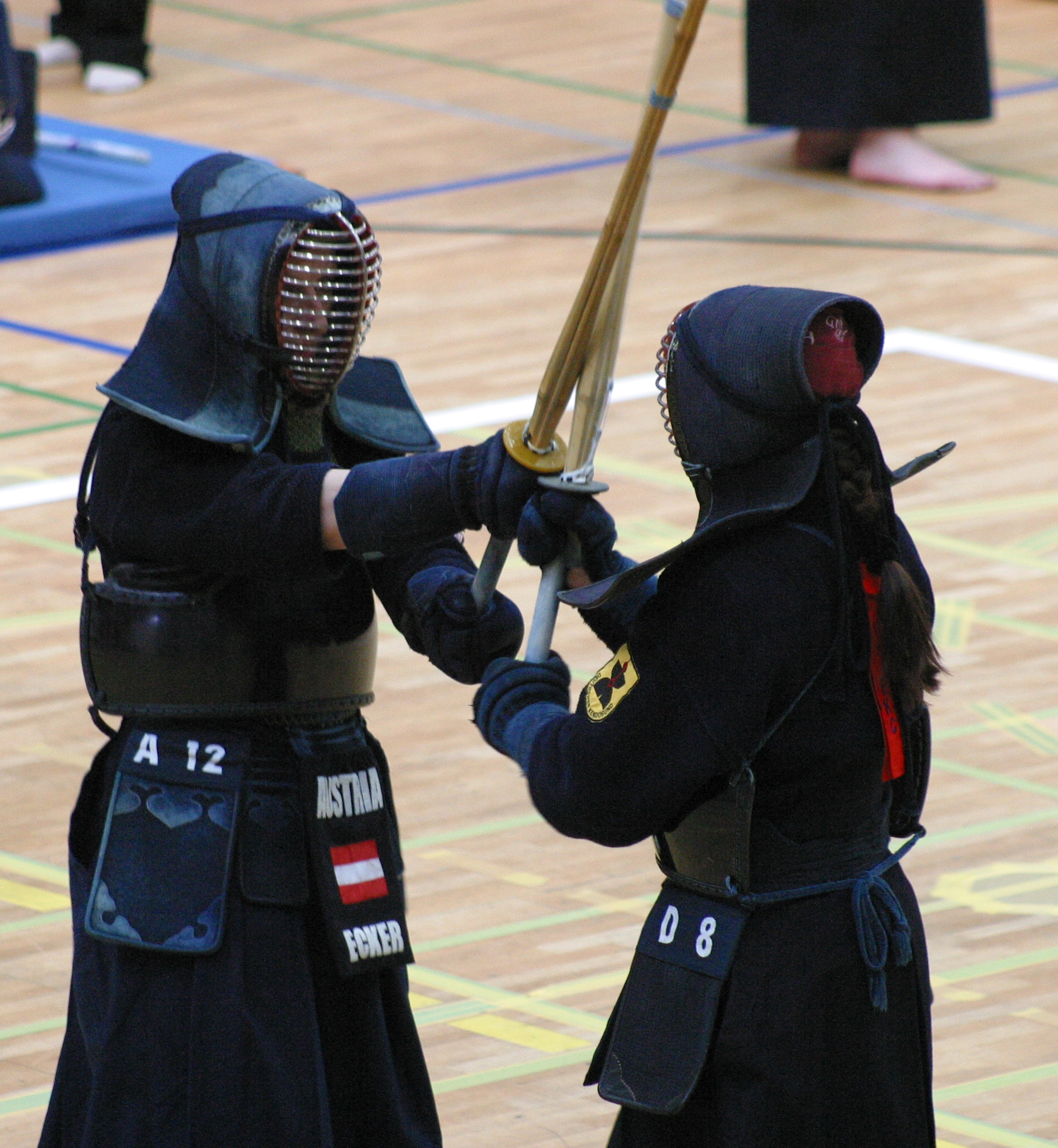
دو نفر در حال مبارزه تن به تن در مسابقات قهرمانی اروپا در سوئیس.
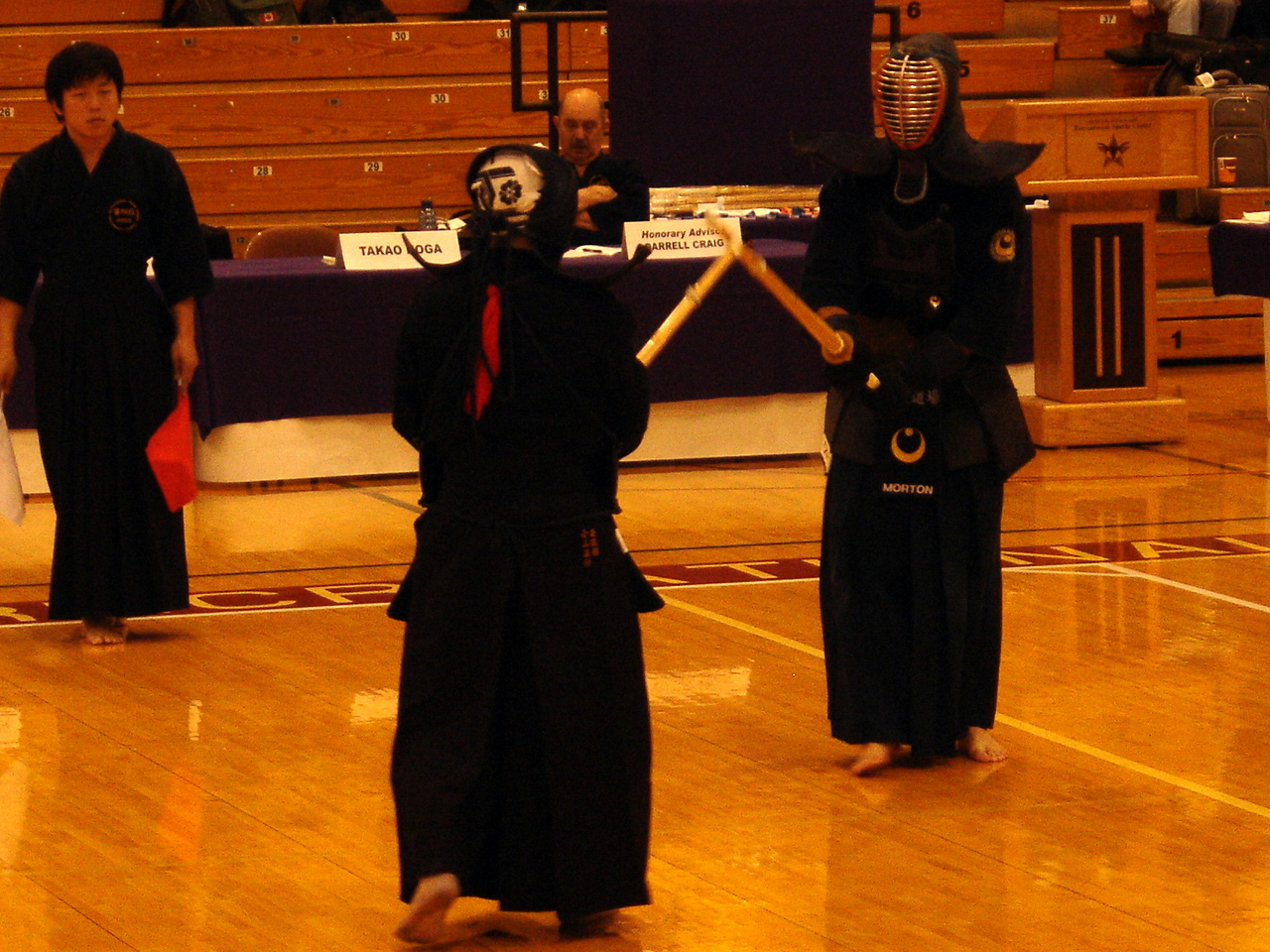
مسابقات تیمی جام ۲۰۰۶ کندو در شهر آستین، تگزاس با شرکت ۱۷ تیم.
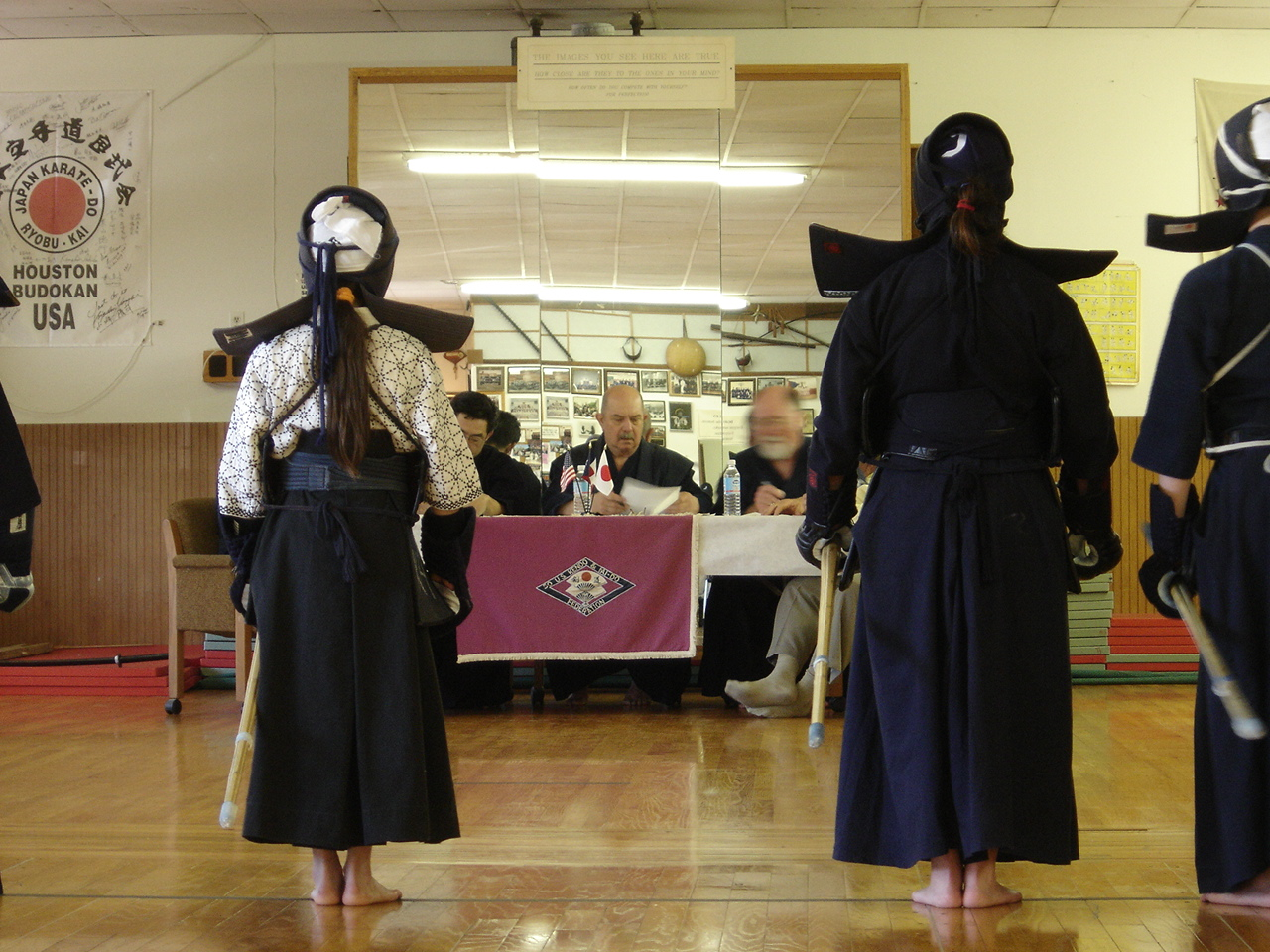
کودکان در حال امتحان دادن در دوجوی مرکزی شهر هیوستون در سال ۲۰۰۶.
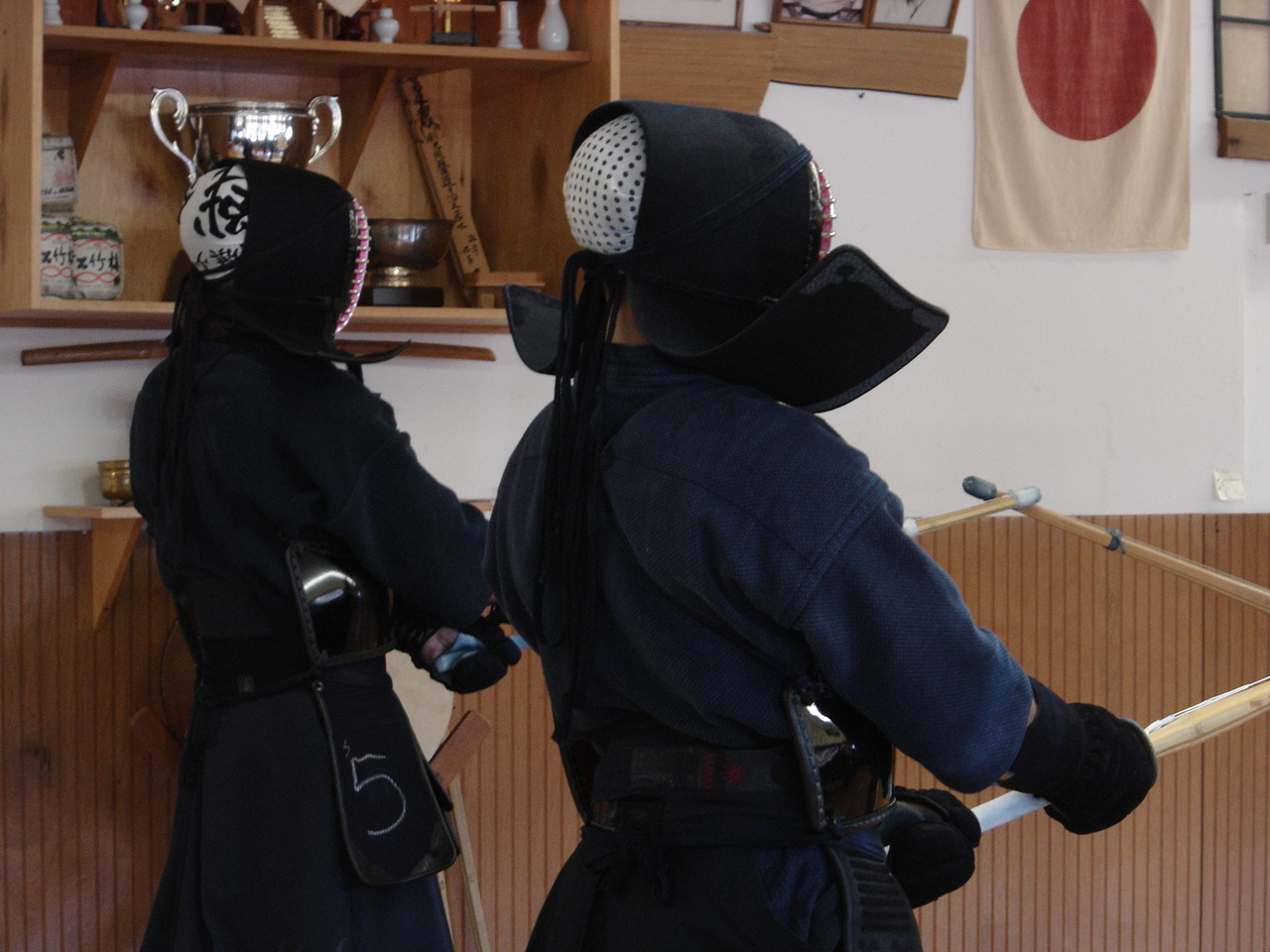
تمرینات کندو اغلب با بوگو و گاهی نیز بدون بوگو انجام می‌گیرد.